# Кулиџов ефекат
Кулиџов ефекат је биолошки феномен који се примећује код животиња, при чему мужјаци показују поновно сексуално интересовање кад год се уведе нова женка, чак и након секса са претходним, али још увек доступним сексуалним партнерима. У мањој мери, ефекат се такође примећује код женки у погледу њихових партнера.
Ефекат се може приписати повећању сексуалне реакције и скраћивању рефракторног периода. Еволуциона корист овог феномена је да мужјак може да оплоди више женки. Овај тип система парења се може назвати полигинијом, где један мужјак има више женки, али се свака женка пари са само једним или неколико мужјака. Показало се да се Кулиџов ефекат јавља код људи у различитим културама и код оба пола.

## Порекло појма
Бихевиорални ендокринолог Френк А. Бич тврди у писму из 1974. да је увео термин „Кулиџов ефекат“ 1958. или 1959. године. Неологизам је приписао старом вицу о америчком председнику Калвину Кулиџу:
| „ | Председника и госпођу Кулиџ су приказивали [одвојено] око експерименталне владине фарме. Када је [госпођа Кулиџ] је дошла у кокошињско двориште приметила је да се петао врло често пари. Питала је пратиоца колико се често то дешавало и одговорио јој је: „Десетине пута сваки дан“. Госпођа Кулиџ је рекла: "Реци то председнику када наиђе." Када му је то речено, председник је упитао: "Сваки пут са истом кокошком?" Одговор је био: "Ох, не, господине председниче, сваки пут са другом кокошком." Председник је рекао: "Реците то госпођи Кулиџ. | ” |

Шала се појављује у књизи из 1972.

## Сексуална ситост
Иако ће мушкарци обично преферирати нове партнере сваки пут када им се укаже прилика, за сексуални нагон постоји физичко ограничење. Експеримент изведен на пацовима је показао да када се остави да се репродукује до сексуалне ситости, моторно ејакулационо понашање, интромисија и померање семенских чепова су били могући након више парова, али мало или нимало сперме би се производило током ејакулације. Друга студија спроведена на пацовима показала је исте резултате, али је пронашла податке који су закључили да се постизање оптималних шанси за оплодњу њихових партнера дешава након 15 дана мировања. Ови експерименти сугеришу да су једно од главних ограничења Кулиџовог ефекта физичка граница производње гамета.